# Krishna Sobti
Krishna Sobti, född den 18 februari 1925, död den 25 januari 2019, var en indisk författare, essäist och översättare som skrev på hindi.1980 vann hon Satitya-akademins pris för sin roman Zindaginama och 1996 förärades hon Sahitya-akademins stipendium, vilket är akademins finaste utmärkelse. 2017 fick hon Jnanpith-priset för sitt bidrag till den indiska litteraturen. Hennes verk har översatts till flera andra språk, såväl till andra indiska språk som svenska, ryska och engelska. 

## Biografi
Krishna Sobti föddes den 18 februari 1925 i Gujrat, västra Punjab i det dåvarande brittiska Indien, nuvarande Pakistan. Hennes far var en högt uppsatt tjänsteman och familjen flyttade mellan Gujrat, Shimla och Delhi. I Shimla gick hon på Shimla's Lady Irwin School. När hon blev äldre flyttade hon till Lahore för att gå på college. I Lahore tog hon intryck av aktivisten Teji Bachchan och hennes uppsättningar av Shakespear samt hennes undervisning i engelska vid Lahore's Fateh Chand College.

## Litterära verk
Några av Sobtis större verk som kan nämnas är: Mitro Marjani, Zindaginama och Ae Ladki. Mitro Marjani är en roman som handlar om en gift kvinna som hävdar sin sexualitet och kräver att hennes man ska tillfredsställa henne sexuellt. Hon är frispråkig och tar ställning i moraliska frågor och rättvisefrågor som rör familjen. När den först nådde förlagen avslog förläggarna att publicera den. 1966 gavs den till slut ut och fick ett mycket stort genomslag i den hindispråkiga världen.
Zindaginama tar formen av en episk roman. Boken handlar om en by på landsbygden i Punjab och historien sträcker sig över flera årtionden. I boken använder Sobti sig av flera olika hindidialekter, vilket ger verket ett särpräglat språk. Boken gavs ut 1979, men redan på 1940-talet hade Sobti skickat in manuskriptet till förläggare. När hon upptäckte att en förläggaren hade ändrat flera ord i texten så drog hon tillbaka manuset, för att på 1970-talet ge ut boken i originalversionen. Det var Zindaginama som gjorde att Sobti fick Sahitya akademins pris 1980.
Novellen Ae Ladki kom ut 1991 och består av en dialog mellan en döende kvinna och hennes dotter. Modern och dottern diskuterar livet, döden, och vilken roll kärlek och äktenskap spelar i en kvinnas liv.
Hennes litterära verk är influerade av blandningen av kulturerna i de hindi-, urdu- och punjabispråkiga gemenskaperna. Hon är känd för att ha skrivit om frågor om kvinnlig identitet och kvinnlig sexualitet. I sina verk har hon experimenterat med nya litterära stilar och hennes karaktärer har beskrivits som "modiga" och "våghalsiga". Sobti har även skrivit under en manlig pseudonym: Hum Hashmat. Som Hashmat skrev hon om sina samtida författarkollegor. Hon har i en intervju själv beskrivit hur innehållet, men även själva hennes handstil, förändrades när hon skrev som Hashmat. Idén till att skriva under manlig pseudonym kom delvis från konceptet ardhanarishwara i indisk litteratur, en varelse som är både man och kvinna. 
Sobti har även arbetat med översättningar. Hon har bland annat översatt Kerstin Ekmans Händelser vid vatten.